# Glasögontjärnen, Lappland
Glasögontjärnen är en sjö i Malå kommun i Lappland och ingår i Skellefteälvens huvudavrinningsområde. Glasögontjärnen ligger i Storsele Natura 2000-område.